# کوالویل (آیووا)
کوالویل (به انگلیسی: Coalville) شهری در ایالت آیووا کشور ایالات متحده آمریکا است که جمعیت آن در سرشماری سال ۲۰۱۰ میلادی، ۶۱۰ نفر بوده‌است.